# Mirophasma
Mirophasma is een geslacht van Phasmatodea uit de familie Pseudophasmatidae. De wetenschappelijke naam van dit geslacht is voor het eerst geldig gepubliceerd in 1906 door Redtenbacher.

## Soorten
Het geslacht Mirophasma omvat de volgende soorten:
- Mirophasma carrikeri (Hebard, 1919)
- Mirophasma cirsium Redtenbacher, 1906
- Mirophasma erinaceum Conle, Hennemann & Gutiérrez, 2011